# Horváth László (öttusázó)
Horváth László (Csorna, 1946. április 21. – 2025. július 3.) olimpiai és világbajnoki ezüstérmes magyar öttusázó, edző.

## Pályafutása
1957-ben kezdett sportolni. A III. Kerületi TTVE úszója volt. 1961-ben 200 pillangón korosztályos magyar csúcstartó volt. 1964-től az Újpesti Dózsa öttusázója lett. Háromtusában 196-ban és 1967-ben junior csapatbajnok volt. Öttusázóként 1972-ben lett magyar bajnok. A következő évben bronzérmes volt a világbajnokságon csapatban. Ezt az eredményt ismételte meg az 1977-es vb-n. Ebben az évben a londoni öttusaversenyt 5695 ponttal nyerte meg, amely az öttusasportban az addig elért legmagasabb egyéni pontszám volt. Indult az 1978-as világbajnokságon, ahol csapatban 5., egyéniben 13. volt. 1979-ben vb ezüstérmes lett csapatban, egyéniben negyedik volt. Sportpályafutását az 1980-as olimpián szerzett csapat ezüstéremmel zárta le.
1980-tól 1989-ig az Újpesti Dózsa trénere volt. Emellett 1982-től 1989-ig a magyar junior válogatott szövetségi kapitányi pozícióját is betöltötte. 1989-ben kinevezték a felnőtt magyar válogatott szövetségi kapitányának. Ezt a feladatát 1991-ig látta el. Ezután Budapesti Triatlon Szövetség elnöke volt. Triatlon edzőként, később szövetségi kapitányként dolgozott. 1997-ben a Magyar Triatlon Szövetség, 1998-ban az UTE elnökségi tagja lett.

## Díjai, elismerései
- Az év magyar öttusázója (1977, 1979)
- Mesteredző (1989)
- Kiváló Nevelői Munkáért (1995, 1996)